# Shiro
Shiro was een restaurant in Ahakista, County Cork, Ierland. Het was een kwaliteitsrestaurant dat één Michelinster had in de periode 1996 tot en met 2001.
De keuken van Shiro was Japans en Sushi.
Het restaurant had geen kaart, geen personeel (de eigenaren waren tevens chef-kok en gastheer/kelner), had slechts 1 zitting per avond en was gevestigd in een typische Ierse "cottage".
De chef-kok van Shiro was wijlen Kei Pilz.